# Алаєв Антон Олегович
Антон Олегович Алаєв (рос. Антон Олегович Алаев; нар. 2 червня 1994, Желєзнодорожний, Московська область, Росія) — російський футболіст, захисник «Металурга» (Видноє).

## Життєпис
Вихованець спортивної школи московського «Локомотива». У 2012-2013 роках виступав за молодіжну команду московського «Динамо».
У середині 2013 року переїхав до Литви, де уклав контракт із одним із лідерів місцевої першості «Атлантасом». Проте закріпитись у складі не зміг. Загалом за клуб провів лише одну гру, після чого переїхав до Чехії.
2015 року повернувся до Росії. Грав за команди другого дивізіону «Спартак-Нальчик» та «Хімік» (Дзержинськ). Взимку 2016 року перейшов у тверську «Волгу». У сезоні 2016/17 років провів 11 матчів за «Торпедо» (Владимир). У сезонах 2017/18 — 2018/19 роках грав у так званій прем'єр-лізі КФС. 12 червня 2019 року перейшов у «Хвилю» (Коверніно), а місяць по тому перейшов до клубу ПФЛ «Коломна».